# Marthe Brandès
Pour les articles homonymes, voir Brandès.
Marthe Joséphine Brunschwig, dite Marthe Brandès, née le 31 janvier 1862 à Paris ville où elle est morte le 27 avril 1930, est une comédienne française.

## Biographie
Marthe Brandès naît le 31 janvier 1862 dans le 10e arrondissement de Paris dans une famille juive.
Elle étudie la musique, le dessins et le chant puis suit les cours de Worms. Jules Barbey d’Aurevilly, qui lui dédie certains de ses poèmes (Te souviens-tu ?..., Les Spectres…) contribue à lancer la jeune actrice. Elle fait ses débuts au Théâtre du Vaudeville dans Diane de lys d'Alexandre Dumas en 1883 puis devint sociétaire de la Comédie-Française en 1896. Elle rompt son contrat avec la Comédie-Française en 1903 pour jouer au théâtre de la Renaissance. Elle joue également au théâtre de la Porte-Saint-Martin. 
Incarnant les grandes amoureuses ou les femmes fatales, elle crée de nombreux rôles pour Alexandre Dumas fils, Georges de Porto-Riche et Paul Bourget. Elle interprète Marthe, et Lucien Guitry Pierre, dans Le Pain de ménage de Jules Renard, une comédie en un acte et deux personnages, lors de la création le 16 mars 1898. 
Pendant la Grande Guerre, elle se consacre au soin des blessés et elle est décorée de la légion d'honneur en 1920 comme présidente-fondatrice de l'Abri du soldat aveugle.
Elle meurt le 27 avril 1930 en son domicile dans le 8e arrondissement et est inhumée au cimetière de Passy (15e division),.

## Théâtre

### Hors Comédie-Française
- 1887 : Georgette de Victorien Sardou, Théâtre du Vaudeville : Paula
- 1887 : Monsieur de Morat d'Edmond-Joseph-Louis Tarbé des Sablons, Théâtre du Vaudeville : Germaine
- 1887 : Renée d'Émile Zola, Théâtre du Vaudeville : Renée
- 1891 : Liliane de Félicien Champsaur et Léopold Lacour, Théâtre du Vaudeville : Liliane
- 1892 : Les paroles restent de Paul Hervieu, Théâtre du Vaudeville : Régine de Vesles
- 1898 : Le Pain de ménage de Jules Renard (création dans les salons du Figaro à Paris) : Marthe
- 1903 : L'Adversaire d'Emmanuel Arène et Alfred Capus, théâtre de la Renaissance : Marianne Darlay
- 1904 : Amoureuse de Georges de Porto-Riche, théâtre de la Renaissance : Germaine Fériaud
- 1904 : L'Escalade de Maurice Donnay, théâtre de la Renaissance : Cécile de Gerberoy
- 1905 : La Massière de Jules Lemaître, théâtre de la Renaissance : Juliette Dupuy
- 1905 : Monsieur Piégois d'Alfred Capus, théâtre de la Renaissance : Henriette Audry
- 1905 : Bertrade de Jules Lemaître, théâtre de la Renaissance : Bertrade
- 1908 : Un divorce de Paul Bourget et André Cury, Théâtre du Vaudeville : Gabrielle
- 1909 : La Massière de Jules Lemaître, théâtre de la Porte-Saint-Martin
- 1909 : La Rampe d'André Pascal, théâtre du Gymnase : Madeleine Grandier
- 1909 : Pierre et Thérèse de Marcel Prévost, théâtre du Gymnase : Thérèse Dautremont
- 1911 : La Flambée de Henry Kistemaeckers, théâtre de la Porte-Saint-Martin : Monique Felt
- 1913 : L'Exilée de Henry Kistemaeckers, Comédie des Champs-Élysées : la princesse Gina
- 1914 : Le destin est maître de Paul Hervieu, théâtre de la Porte-Saint-Martin : Julianne Béreuil

### Carrière à la Comédie-Française
Elle entre à la Comédie-Française en 1887 et en devient la 333e sociétaire de 1896 à 1903. 
- 1889 : Henri III et sa cour d'Alexandre Dumas : Duchesse de Guise
- 1890 : Andromaque de Jean Racine : Andromaque
- 1890 : Iphigénie de Jean Racine : Eriphile
- 1893 : L'Amour brodé de François de Curel : Gabrielle
- 1893 : Dom Juan ou le Festin de pierre de Molière : Elvire
- 1895 : Les Tenailles de Paul Hervieu : Irène Fergan
- 1895 : L'Abbé Corneille de Louis Tiercelin : Mlle Saint-Val cadette
- 1897 : La Vassale de Jules Case
- 1897 : Le Passé de Georges de Porto-Riche : Dominique
- 1899 : Le Mariage de Figaro de Beaumarchais : la comtesse
- 1901 : L'Énigme de Paul Hervieu : Giselle
- 1902 : Le Passé de Georges de Porto-Riche : Dominique Brienne

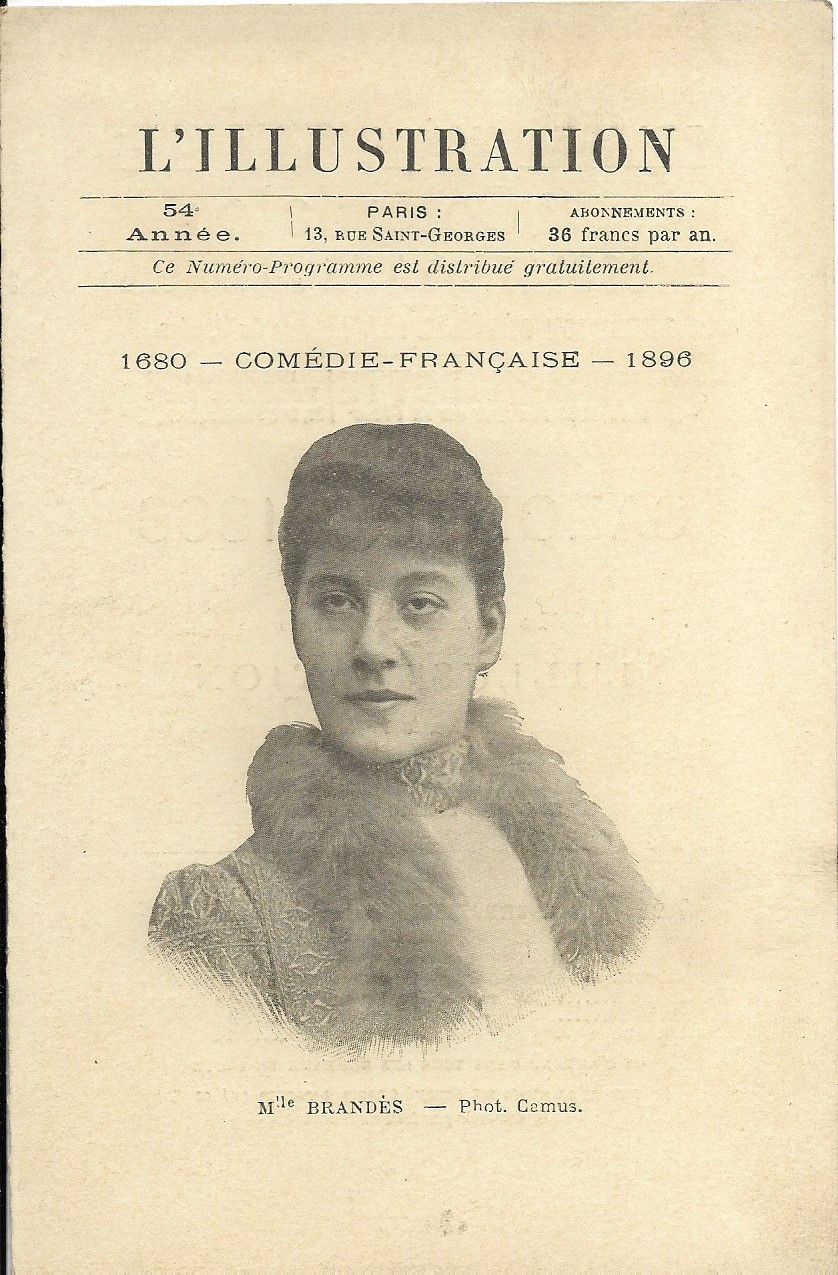
Actrice de la Comédie Française

## Distinctions
- Médaille de vermeil des épidémies (novembre 1919)
- Chevalière de la Légion d'honneur au titre du Ministère des Pensions (décret du 10 novembre 1920). Parrain : Henri de Rothschild

## Galerie

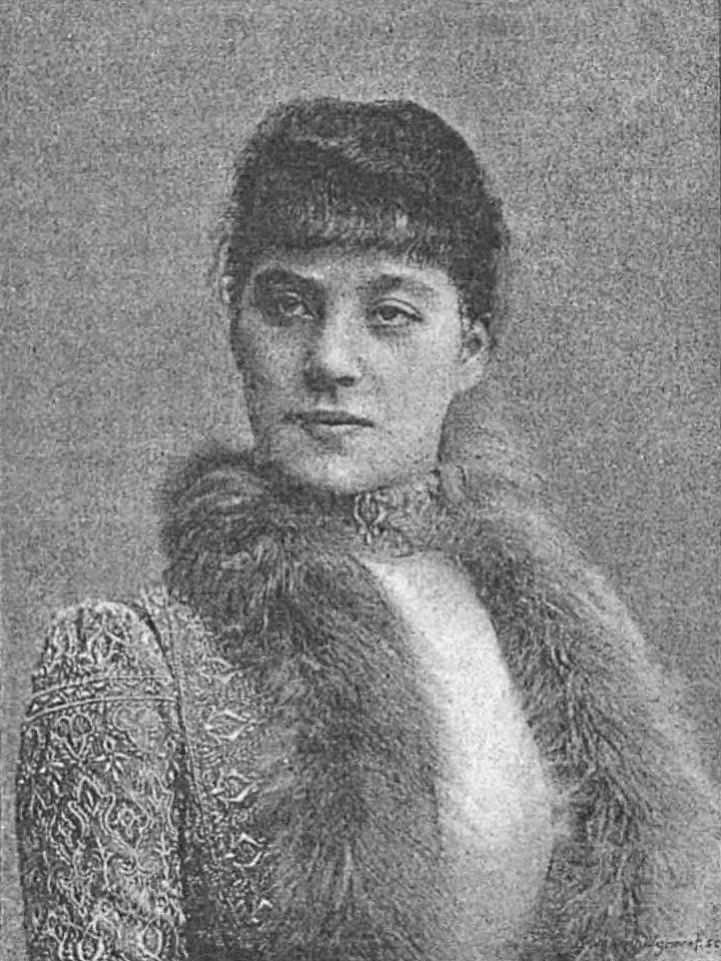
Marthe Brandès par Georges Camus.
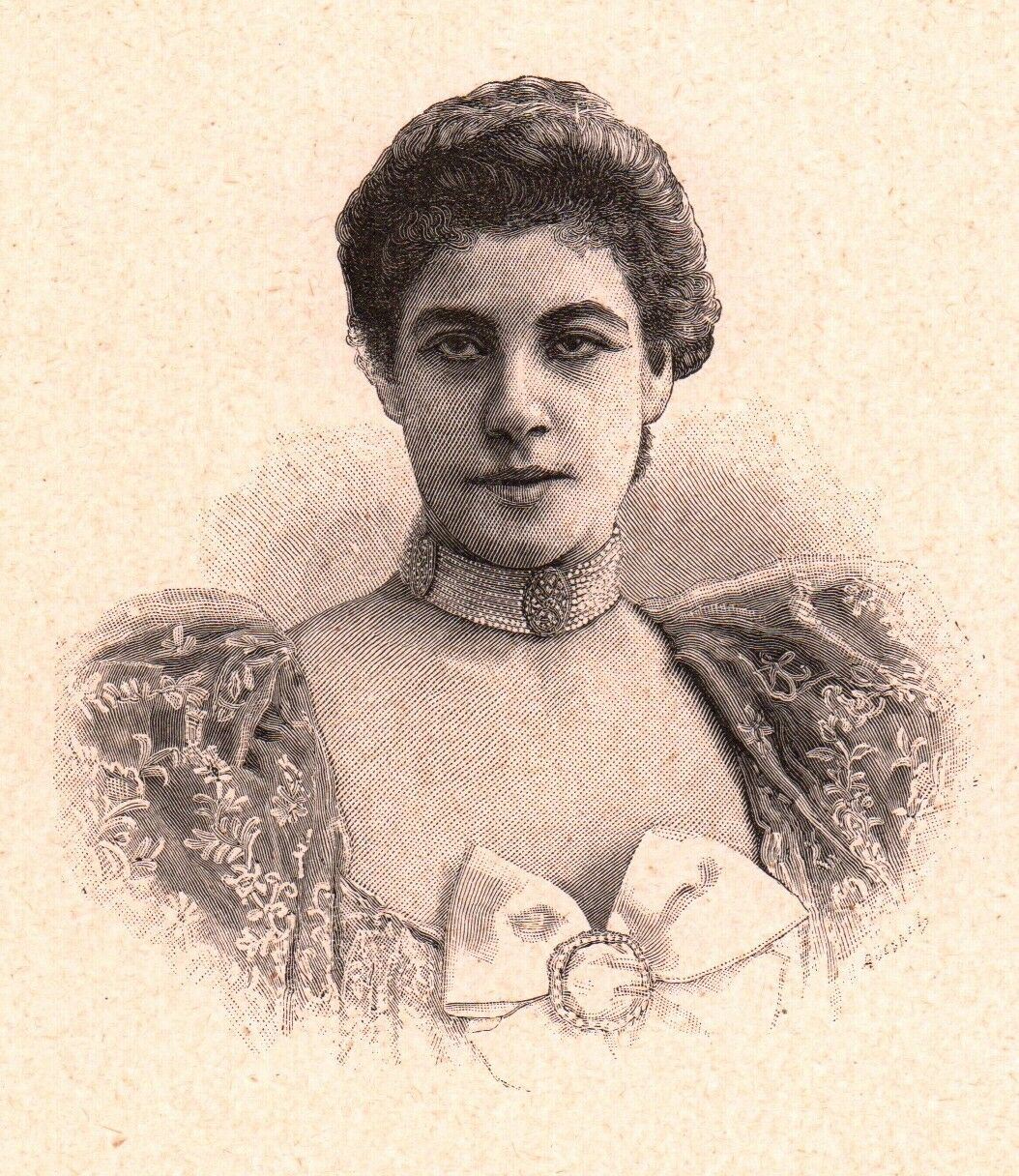
Marthe Brandès.
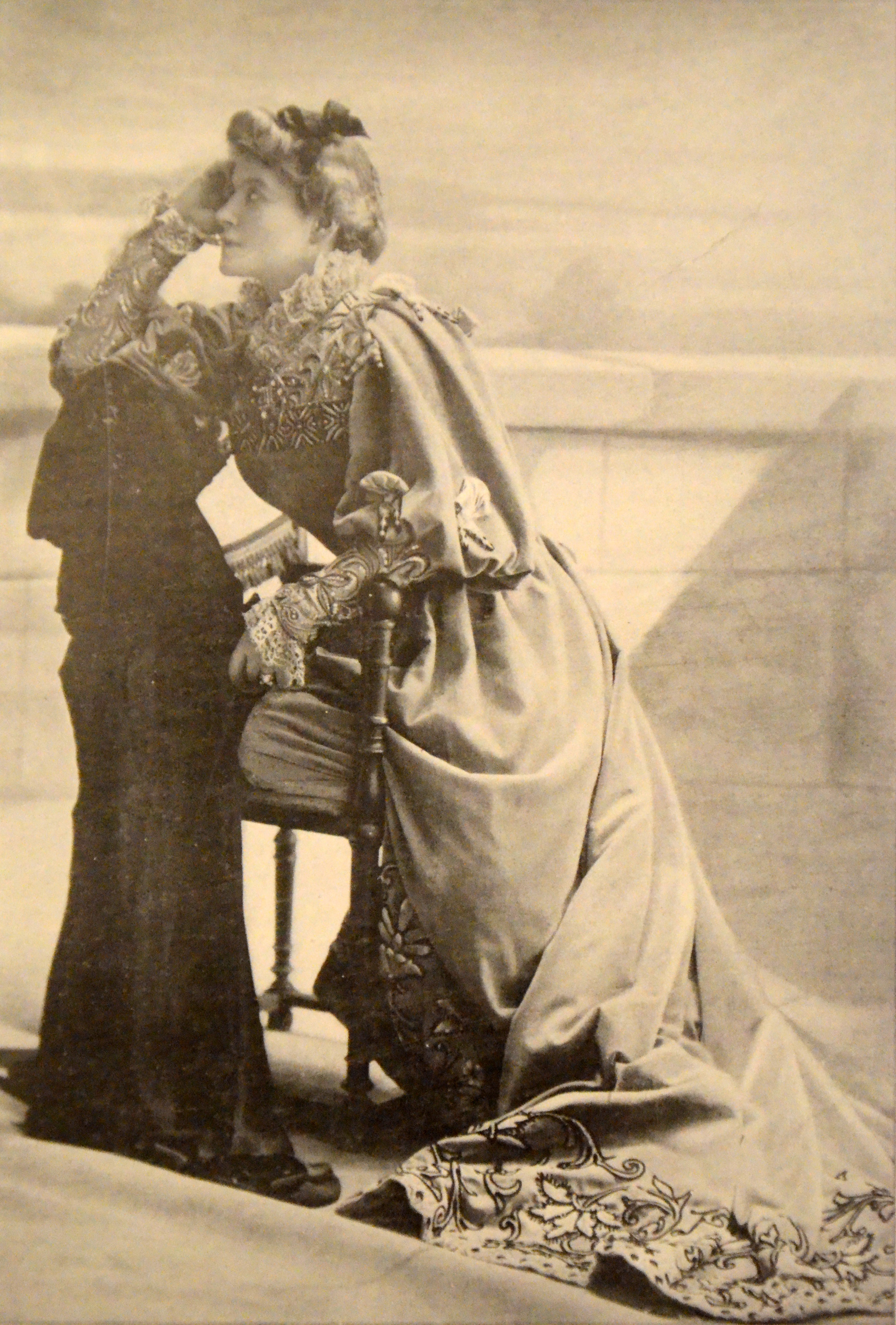
Marthe Brandès, de la Comédie-Française (avant 1902).